# Reformador (revista)

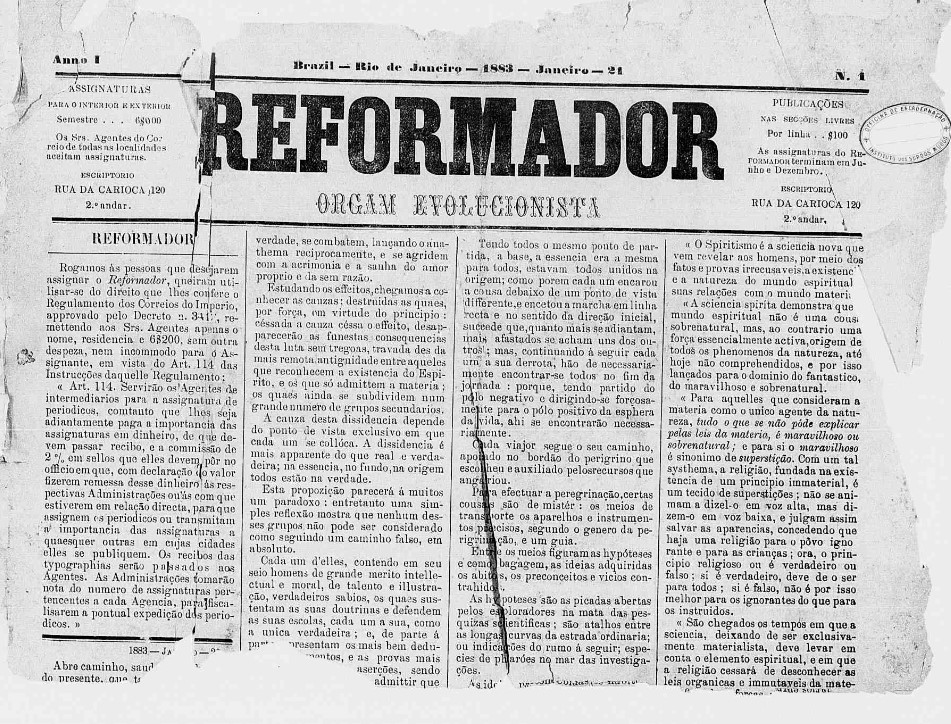
Fragmento da primeira edição de "Reformador"; Rio de Janeiro, 21 de janeiro de 1883

Reformador é uma revista de divulgação da Doutrina Espírita, editada mensalmente pela Federação Espírita Brasileira (FEB). É uma das mais antigas publicações de seu gênero em circulação no Brasil. 

## Histórico

### Antecedentes
Sob a direção do então Major Francisco Raimundo Ewerton Quadros, o periódico, em seus primórdios bateu-se pela emancipação dos escravos e pela autonomia do Distrito Federal, afirmando, em diversas edições, não ser digno intitular-se espírita quem quer que possuísse criaturas humanas sob o regime de escravidão.
Sobre esta fase e as dificuldades enfrentadas, ficou registrado:
"Elias da Silva, porém, era de vontade tenaz e inquebrantável, e não seriam as dificuldades de toda ordem, as oposições sectaristas e os sarcasmos de todos os lados que o desencorajariam no empreendimento que lhe dominou o cérebro (...). Elias lançou o Reformador em 21 de janeiro de 1883 (...) com os recursos tirados do seu próprio bolso, situando a redação e oficinas em seu atelier fotográfico (...) onde também residia com sua família."